# Rowan Gillies
Rowan Gillies é um médico de Sydney, Austrália. Ele é o médico mais novo a chegar ao cargo de Presidente do Conselho Internacional de Médicos sem Fronteiras, organização vencedora do Nobel da Paz de 1999 .